# Datça
Datça é uma cidade e distrito (em turco:  ilçeler) da província de Muğla que faz parte da região de Egeu da Turquia. O distrito tem 476 km² de área e em 2011 a sua população era de 17 004 habitantes (densidade: 35,7 hab./km²), dos quais 10 888 moravam na capital.
Situada sensivelmente a meio da península homónima, na costa sudoeste da Anatólia, à beira do mar Egeu, Datça é a capital dum distrito com com cerca duma dezena de aldeias espalhada pela península, das quais se destacam pela sua importância turística Mesudiye e Palamutbükü. Até há relativamente pouco tempo pouco mais era que uma aldeia de pescadores. Atualmente a principal atividade económica é o turismo, que traz à cidade dezenas de milhares de turistas no verão, ao passo que no inverno não residem no centro muito mais do que 5 000 pessoas.[carece de fontes?]
O charme da localidade manifesta-se sobretudo em volta do porto, que acolhe numerosos veleiros e outros barcos de recreio, além de goletas (veleiros tradicionais em madeira). Atrás do porto encontra-se um lago cujas águas se dizem ter poderes curativos, e também o jardim municipal.[carece de fontes?]

## Geografia e história
A estreita e comprida península de Datça corresponde quase exatamente à área do distrito. Ao longo dos seus quase 100 km sucedem-se pequenas baías e praias viradas a sul ou a norte. No extremo ocidental da península encontra-se a aldeia de Tekir, onde se situava a antiga cidade de Cnido. A localização original desta cidade é tema de debate, havendo alguns estudiosos que dizem que até meados do século IV a.C. Cnido se erguia a meio da península, perto do que é hoje a sede do distrito. Durante o Império de Niceia, no século XIII, existiu uma importante base naval em Datça, então chamada Stadeia.
A extremidade oriental da península é marcada pela reentrância em forma de fiorde da praia de Bencik, com 1,5 km de extensão, no fim do qual onde se encontra o istmo muito estreito que liga com o continente. Este local é uma curiosidade natural, do qual se tem uma ampla vista do golfo de Gökova, a norte, e do golfo de Hisarönü, a sul. O local é chamado Balıkaşıran, que literalmente significa "o lugar onde os peixes podem saltar dum lado para o outro), e é frequente usado para passar pequenos barcos entre as duas costas do istmo. Segundo Heródoto, durante as invasões persas em 540 d.C., as gentes de Cnidos pensaram em escavar um canal neste ponto como medida defensiva, transformando o seu território numa ilha. Mas um oráculo foi consultado que teria dito «Se os deuses assim tivessem desejado, teriam feito da vossa terra uma ilha. Não perfurem o istmo.» Depois render-se-iam aos persas.[carece de fontes?]
Tanto a cidade como a península chamaram-se Reşadiye[a] por um breve período no início do século XX, em honra do penúltimo sultão otomano Maomé V Raxade, e alguns mapas ainda referem a península sob este nome. Atualmente, Reşadiye é o nome de um dos três bairros da cidade, juntamente com Eski Datça (literalmente: "Velha Datça") e İskele ("Cais"), cada um deles separados entre si por algumas centenas metros. O bairro de Reşadiye era onde se situava o núcleo administrativo original quando a cidade foi rebatizada e foi trasnformado num centro distrital em 1928, antes deste ter sido transladado para o bairro de İskele. O centro da cidade é atravessado pela pequena ribeira de Datça (em turco: Datça Çayı).
O distrito tem nove aldeias espalhadas ao longo da península: Cumalı, Emecik, Hızırşah, Karaköy, Kızlan, Mesudiye, Palamutbükü, Sındı, Yakaköy, Yazıköy. Não contando com pequenas parcelas costeiras, a península tem duas áreas férteis. Toda a metade oriental é montanhosa, com pouca vegetação, e escassamente povoada. A parte ocidental também é montanhosa, elevando-se a mais de mil metros e alguns pontos, mas na parte mais ocidental do lado sul há terras bem irrigadas com extensão considerável, que vão até à costa em Palamutbükü. Esta área sustenta um grupo de aldeias conhecidas coletivamente como Betçe ("cinco aldeias"): Mesudiye, Sındı, Yakaköy, Yazıköy, Cumalı. Mesudiye, situada muito perto do litoral da baía Hayıtbükü, tem um cais que é propriedade da comunidade dos aldeões. Palamutbükü, situada mais a oeste, tem igualmente um cais e dispõe duma extensa praia. A outra área agrícola, de maiores dimensões, está centrada em Datça, a sudoeste do istmo que divide a península ao meio. O potencial da região foi registado nos anos 1880 pelo hidrógrafo Thomas Abel B. Spratt: «A planície e vale de Datça é muito fértil, tendo belos olivais, matas de carvalhos (Quercus macrolepis), amendoeiras e outras árvores de fruto, com abundância de água, se utilizada devidamente.»
Uma características das aldeias de Datça é a sua localização relativamente longe da costa, a pelo menos quilómetro e meio do mar, nas encostas dum monte. A causa disso é que desde tempos imemoráveis que a região foi alvo de piratas, os quais tiravam partido da intrincada geologia do sudoeste da Anatólia e das numerosas ilhas e ilhéus que são as suas extensões naturais. A pirataria foi um sério problema de segurança até ao início do século XX, especialmente durante o período de declínio e enfraquecimento do Império Otomano, e frequemente necessitou intervenções estrangeiras.